# シロコ (潜水艦)
シロコ（スペイン語：Siroco, S 72）は、スペイン海軍の潜水艦。ガレルナ級潜水艦の2番艦。艦名はシロッコのスペイン語読みに由来する。

## 艦歴
「シロコ」は、バサンカルタヘナ造船所で建造され　1978年11月27日に起工、1982年12月12日に進水、1983年12月7日に就役しカルタヘナ基地に配備される。
1985年6月13日に、カルタヘナ沖で駆逐艦「D 25 アルミランテ・バルデス（Almirante Valdés）」と演習を実施する。08：00時に演習は開始され、「シロコ」は08：52時に水深20mを航行中に艦全体を揺るがす振動を感知、保安基準の基づく緊急浮上行動に出た。08：55時に「アルミランテ・バルデス」の右舷に接触し、警報を発するも混乱状態に陥った。
2012年6月29日に退役。2018年時点ではカタルヘナ基地に係留されている。